# Filip Hrgović
Filip Hrgović (Zagreb, 4 de junio de 1992) es un deportista croata que compite en boxeo.
Participó en los Juegos Olímpicos de Río de Janeiro 2016, obteniendo una medalla de bronce en la categoría de +91 kg. Ganó una medalla de oro en el Campeonato Europeo de Boxeo Aficionado de 2015, en la misma categoría.
En septiembre de 2017 disputó su primera pelea como profesional. En 2018 conquistó el título internacional del CMB, en la categoría de peso pesado, y en 2020 el título internacional de la IBF en el miso peso.
En su carrera profesional tuvo en total 18 combates, con un registro de 17 victorias y una derrota.

## Palmarés internacional
| Juegos Olímpicos   | Juegos Olímpicos        | Juegos Olímpicos  | Juegos Olímpicos |
| Año                | Lugar                   | Medalla           | Categoría        |
| ------------------ | ----------------------- | ----------------- | ---------------- |
| 2016               | Río de Janeiro (Brasil) | Medalla de bronce | +91 kg           |
| Campeonato Europeo |                         |                   |                  |
| Año                | Lugar                   | Medalla           | Categoría        |
| 2015               | Samokov (Bulgaria)      | Medalla de oro    | +91 kg           |